# Patrice Bernier
Patrice Bernier (Brossard, 23 september 1979) is een Canadees betaald voetballer die bij voorkeur op het middenveld speelt. In 2012 tekende hij een contract bij Montreal Impact uit de Major League Soccer.

## Clubcarrière
Bernier begon zijn carrière bij Montreal Impact, dat destijds nog uitkwam in de A-League. In 2003 vertrok hij naar Noorwegen om te tekenen bij Moss FK, waar ook Canadees Rob Friend onder contract stond. In de zomer van 2003 tekende Bernier een contract bij Tromsø. Daar viel hij in positieve zin op wat leidde tot een bod van het Turkse Beşiktaş JK van zo'n 1,3 miljoen euro op Bernier. Tromsø besloot hem echter niet te verkopen.
Op 28 mei 2007 maakte Bernier dan toch de overstap naar een andere club. Hij tekende bij het Duitse 1. FC Kaiserslautern uit de 2. Bundesliga. Bernier's Duitse avontuur was echter niet van lange duur. Op 25 juni 2008 tekende hij bij het Deense FC Nordsjælland. Bij Nordsjælland was hij al snel belangrijk. Zo maakte hij op 14 augustus 2008 het winnende doelpunt tegen Queen of the South FC in de tweede ronde van de UEFA Cup kwalificatie. Op 14 november 2010 maakte hij het winnende doelpunt in een met 2-1 gewonnen wedstrijd tegen Lyngby. Van de zomer van 2008 tot de zomer van 2011 speelde Bernier in meer dan negentig wedstrijden in alle competities voor Nordsjælland en won hij met de club in 2010 en 2011 de Deense voetbalbeker. Ook werd hij in 2010 door de supporters van de club tot speler van het jaar benoemd.
Op 24 augustus 2011 tekende Bernier een 1-jarig contract bij Lyngby. Zijn debuut maakte hij in een met 4-0 verloren wedstrijd tegen zijn vorige werkgever, FC Nordsjælland. Op 16 oktober 2011 maakte hij tegen Silkeborg IF zijn eerste doelpunt voor de club. Bernier keerde op 19 december 2011 terug bij Montreal Impact, dat ondertussen in de Major League Soccer speelde. Bernier was direct van grote waarde bij Montreal. In zijn eerste seizoen bij de club speelde hij in zevenentwintig competitiewedstrijden (vijfentwintig in de basis), waarin hij negen doelpunten maakte en acht assists gaf.

## Interlandcarrière
Op 15 november 2003 maakte Bernier tegen Tsjechië zijn debuut voor Canada. Zijn vijftigste interland speelde hij op 9 september 2014 tegen Jamaica.